# مرسيدس ماسون
مرسيدس ماسون (بالإنجليزية: Mercedes Masohn)‏ مواليد 3 مارس 1982 في لينشوبينغ، هي ممثلة سويدية بدأت مسيرتها الفنية عام 2005.

## الأعمال
- الانفصال
- حياة واحدة للعيش
- انتوراج
- إن سي آي إس
- سي اس آي: نيويورك
- كاسل
- تشاك
- إن سي آي إس: لوس أنجلوس

## وصلات خارجية
- مرسيدس ماسون على موقع IMDb (الإنجليزية)
- مرسيدس ماسون على موقع ميتاكريتيك (الإنجليزية)
- مرسيدس ماسون على موقع روتن توميتوز (الإنجليزية)
- مرسيدس ماسون على موقع ألو سيني (الفرنسية)
- مرسيدس ماسون على موقع أول موفي (الإنجليزية)
- مرسيدس ماسون على موقع قاعدة بيانات الفيلم (الإنجليزية)
- مرسيدس ماسون على موقع كينوبويسك (الروسية)